# LEB Be 4/8
, 
Les automotrices Be 4/8 no 31 à 36 sont des automotrices électriques de la compagnie du chemin de fer Lausanne-Échallens-Bercher.

## Description

### Contexte
Ces automotrices ont été commandées en deux fois. Les constructeurs sont les Ateliers de Constructions Mécaniques de Vevey pour la partie mécanique et ABB pour la partie électrique. La première commande a été reçue en 1985. Elle comportait les trois automotrices 31, 32 et 33 qui étaient originellement des compositions Be 4/4 + Bt — Automotrice + voiture pilote. Elles seront finalement indissociables et de type Be 4/8. Ces trois premières automotrices ont été baptisées Lausanne pour la 31, Échallens pour la 32 et Bercher pour la 33. La seconde commande a été reçue en 1991. Elle comportait les 3 automotrices 34 Prilly, 35 Romanel et 36 Cheseaux.
Ces automotrices font partie d'une grande famille réalisée dans les années 1980-1990. On retrouve, par exemple, les mêmes avec quelques variations chez les TPC sur les lignes ASD et AOMC, chez les TPF, sur la ligne du NStCM ou encore sur la ligne du CMN (parfois en dénomination BDe 4/4), cette liste n'étant pas exhaustive.

### Technique
Les six automotrices sont équipées des freins Charmilles. Les automotrices 31 à 33 comportent 120 places assises sans les strapontins et 214 places debout alors que les automotrices 34 à 36 comportent 112 places assises sans les strapontins et 236 places debout. Toutes les six sont à classe unique et ne comportent que des compartiments de 2e classe.
En 2015, l'automotrice numéro 35 est temporairement mise à l'arrêt pour une révision importante. Les réducteurs sur les bogies sont changés et offrent un nouveau rapport qui permet d'augmenter la vitesse maximale en exploitation de 10 km/h pour atteindre 90 km/h. Ces réducteurs sont aussi prévu sur les rames numéros 34 et 36 afin d'homogénéiser le matériel roulant et simplifier l'exploitation. Durant cette révision la peinture extérieure et intérieure de la rame 35 est entièrement refaite ainsi que le contrôleur du chauffage qui permet d'obtenir un meilleur réglage dans les compartiments voyageurs.

## Liste des automotrices
| no | Mise en service | Révision(s)     | Baptême   | Emblème | Remarque(s)                                                                    | Photo |
| -- | --------------- | --------------- | --------- | ------- | ------------------------------------------------------------------------------ | ----- |
| 31 | 1985            | 23 juillet 1999 | Lausanne  |         | Livrée d'origine, anciennement LFM                                             |       |
| 32 | 1985            | 31 juillet 2007 | Échallens |         | Livrée d'origine, anciennement Data Cut                                        |       |
| 33 | 1985            | 18 octobre 2006 | Bercher   |         | Livrée publicitaire LFM ; 1 000 000 de kilomètres parcourus le 21 janvier 1998 |       |
| 34 | 1991            | 13 février 2020 | Prilly    |         | Livrée d'origine, anciennement Raiffeisen                                      |       |
| 35 | 1991            | 4 août 2015     | Romanel   |         | Livrée d'origine                                                               |       |
| 36 | 1991            | 15 avril 2011   | Cheseaux  |         | Livrée publicitaire Lausanne-Cités, anciennement Romande énergie.              |       |

## Galerie de photos

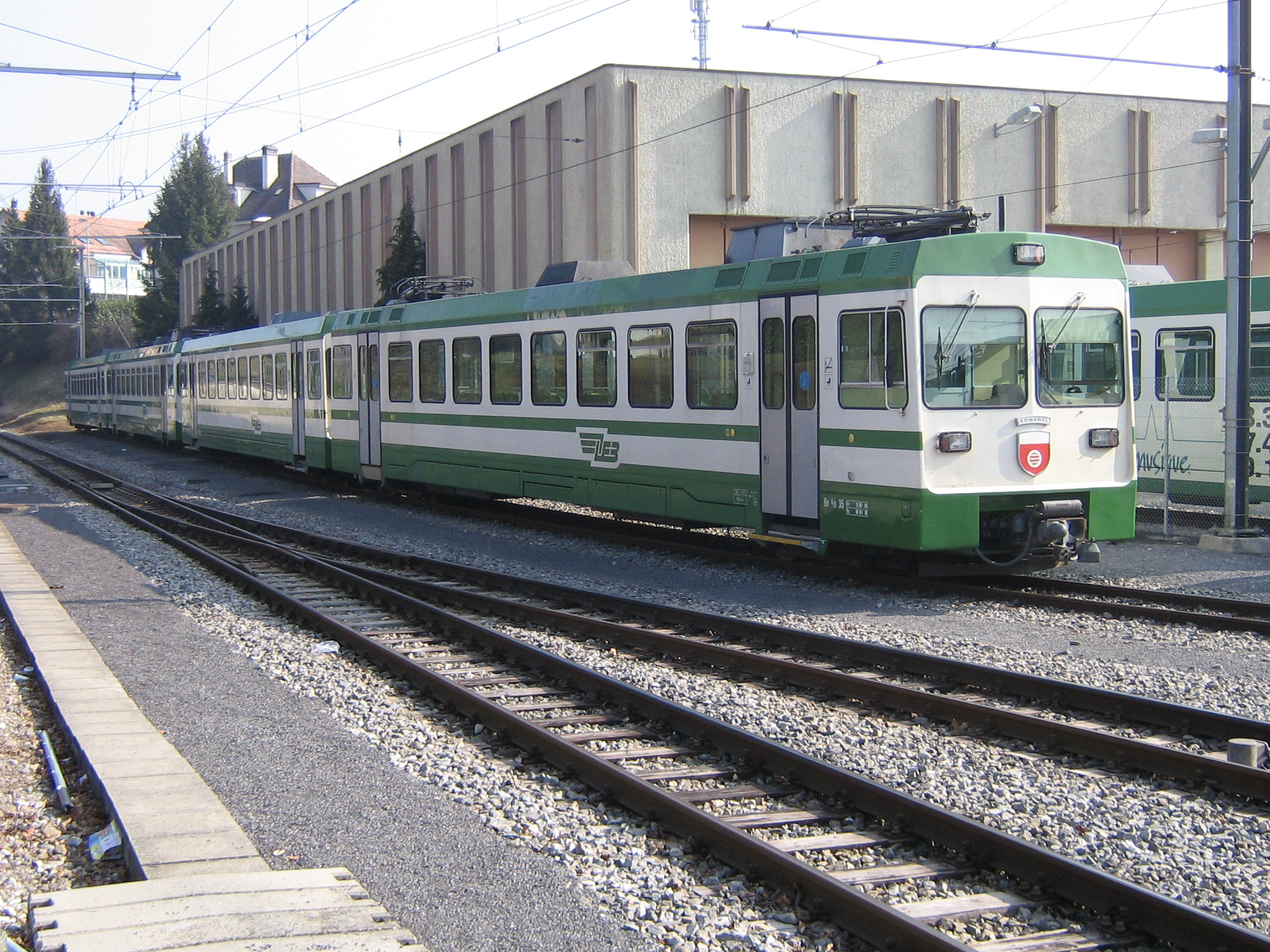
Composition faite des automotrices Be 4/8 35 et 33 au dépôt de la gare d'Échallens.
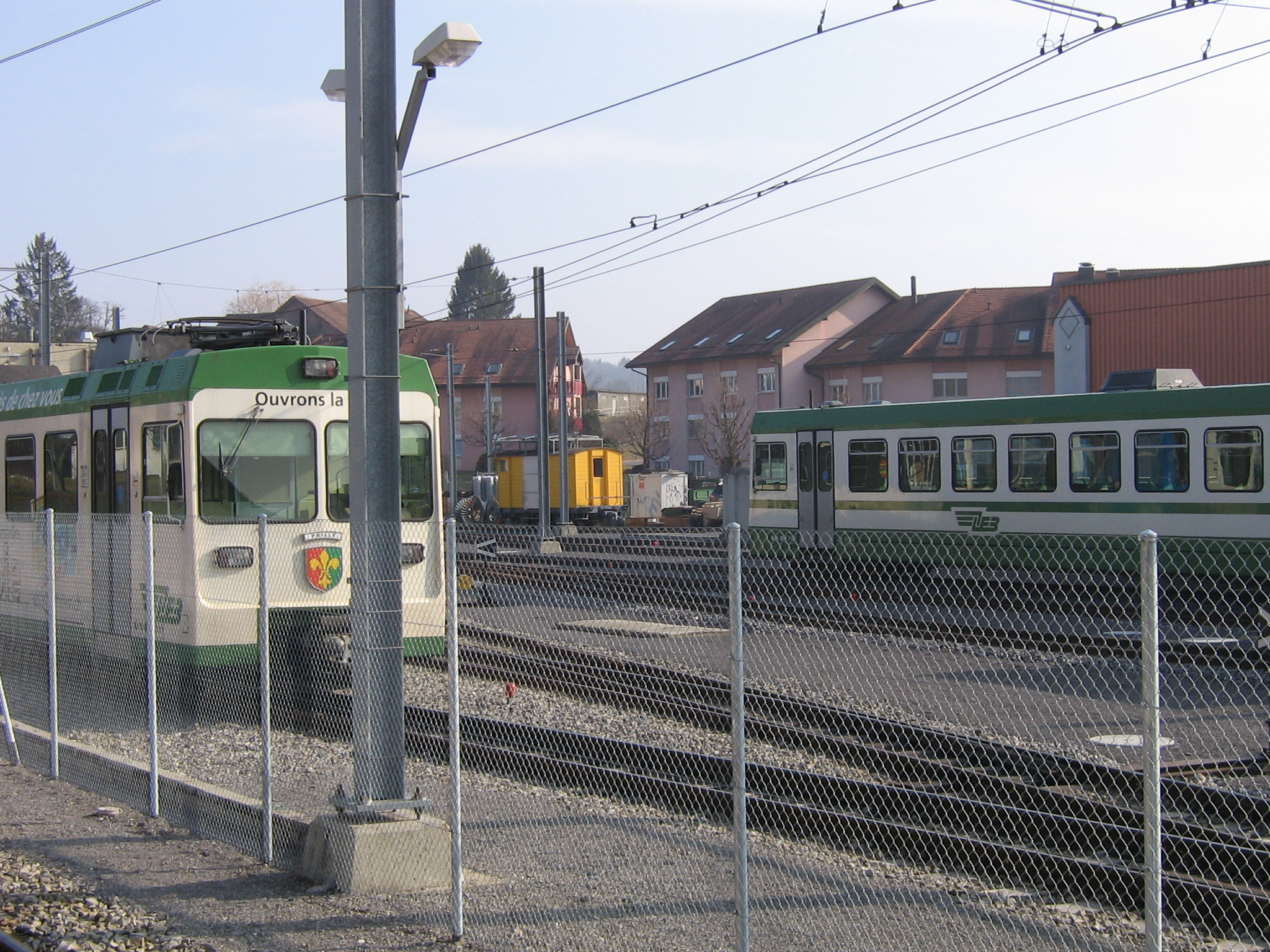
Automotrice Be 4/8 34 Prilly à gauche et Be 4/8 32 Échallens à droite stationnant au dépôt de la gare d'Échallens.
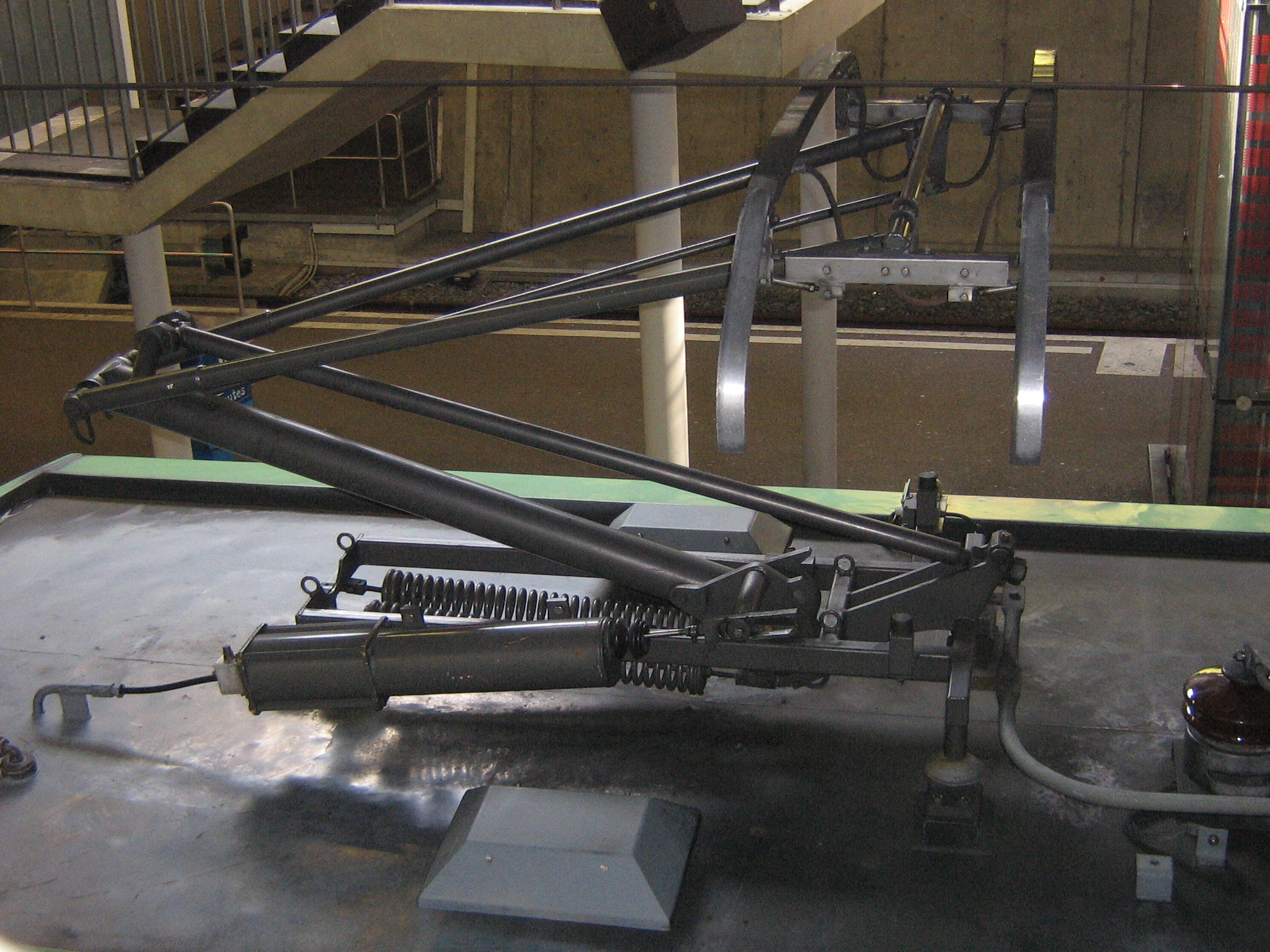
Pantographe en Z de l'automotrice Be 4/8 34 Prilly, Lausanne-Flon.
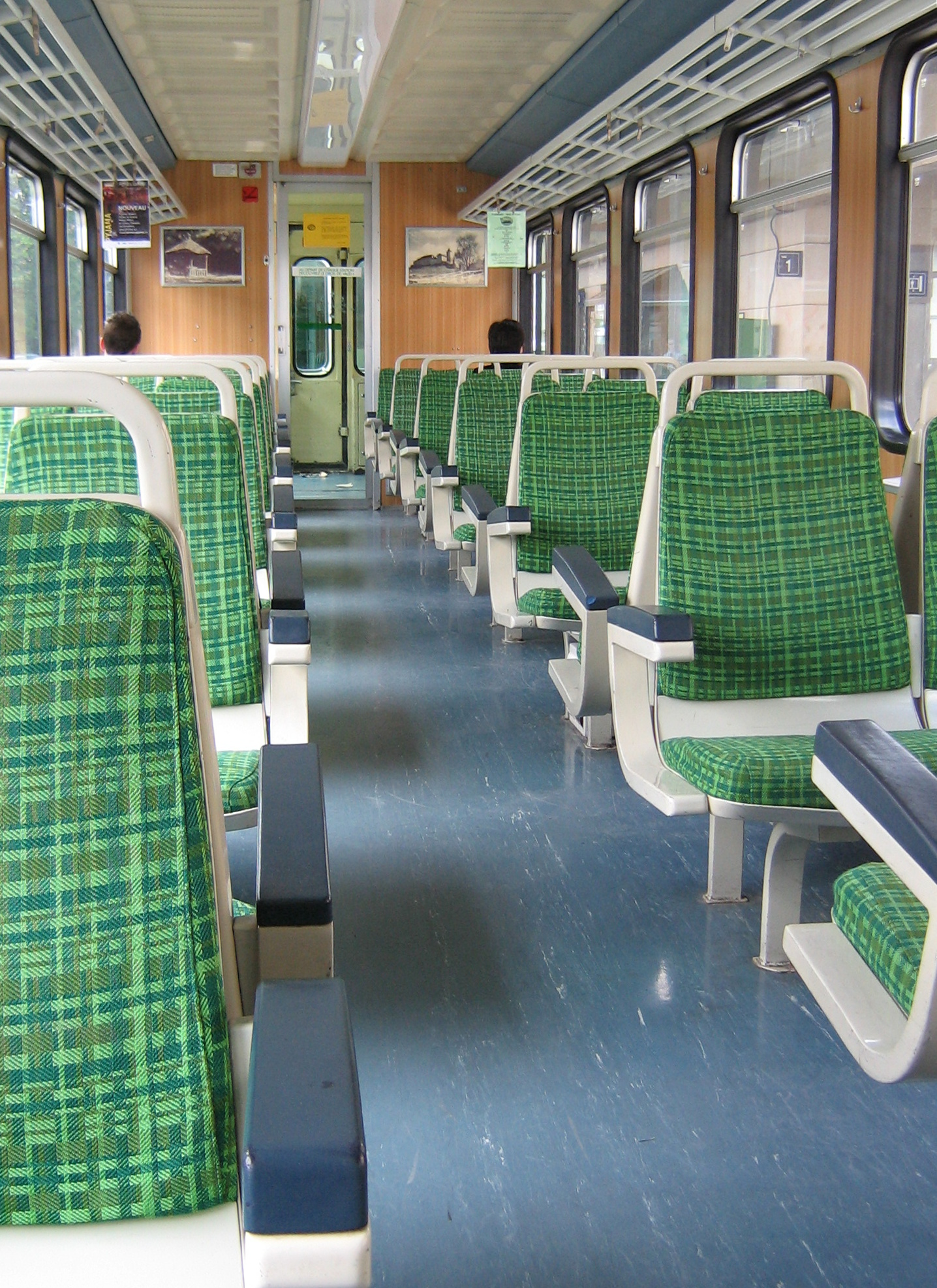
Intérieur de la rame arrière de l'automotrice Be 4/8 31 Lausanne, gare d'Échallens.
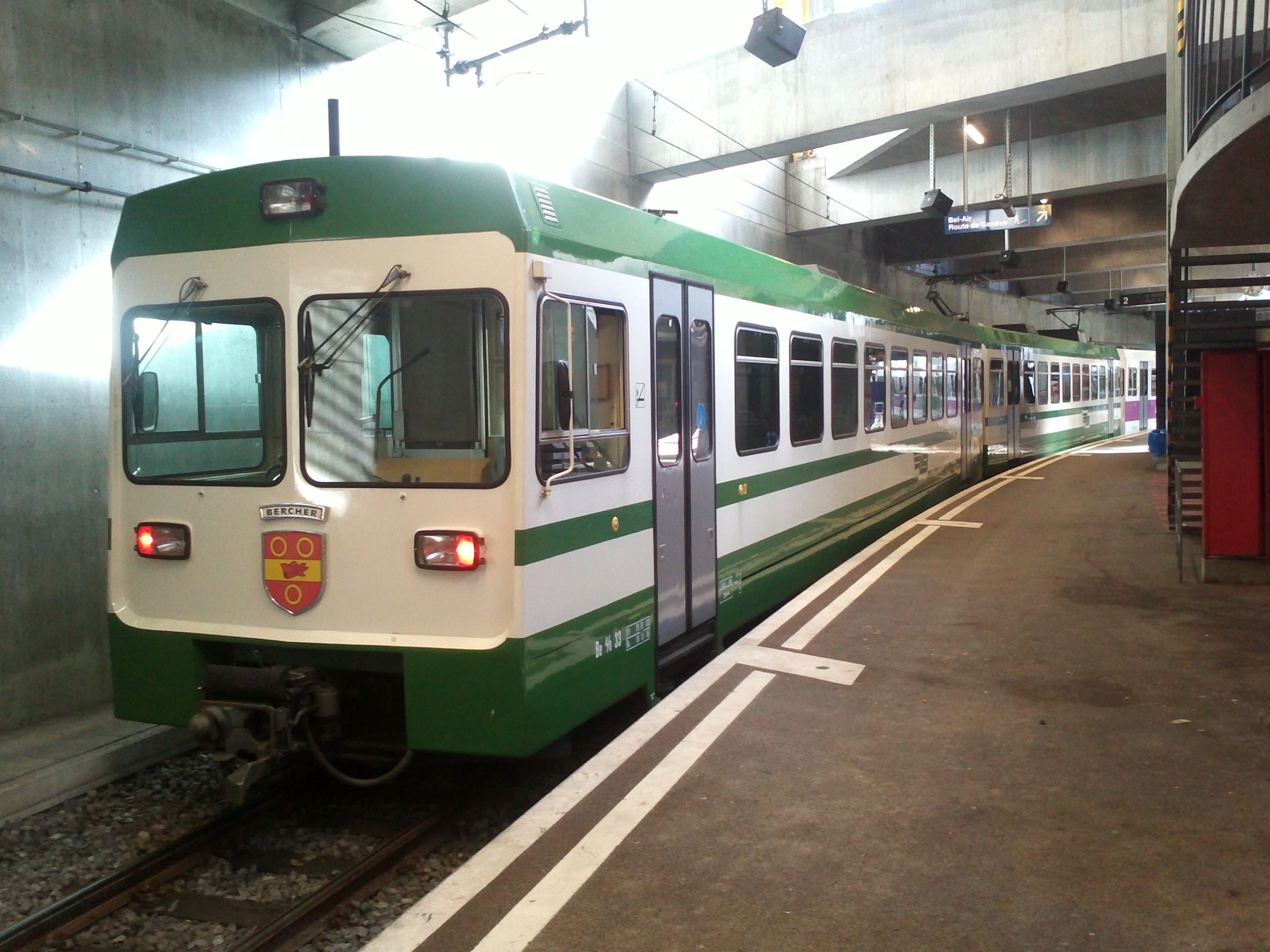
Be 4/8 33 Bercher dans sa livrée d'origine à la gare du Flon.